# Óscar Macías
Óscar Uriel Macías Mora  (Guadalajara, Jalisco, México, 9 de julio de 1998) es un futbolista mexicano, juega como mediocentro ofensivo y su actual equipo es el Club Atlético de San Luis de la Primera División de México.

## Trayectoria

### Inicios y Club Deportivo Guadalajara
En 2015 fue invitado por José Luis Real quien lo invitó a formar parte de las Fuerzas Básicas de Chivas.
Comenzó jugando en las categorías Sub-17, Sub-20 y en el equipo de Segunda División Chivas Rayadas, al tener buenas actuaciones llamó la atención del Técnico Matías Almeyda, quien lo lleva a la pretemporada del equipo rumbo al Apertura 2017.
Debuta en primera división el 22 de octubre de 2017 en la victoria de 2-3 ante el Tiburones Rojos de Veracruz.

### Club Atlético Zacatepec
El 7 de junio de 2018 se hace oficial su préstamo al Club Atlético Zacatepec por un año sin opción a compra.

### Lobos BUAP
El 22 de diciembre de 2018 se oficializa su traspaso al Lobos BUAP, en calidad de préstamo por 1 año sin opción a compra.

### Club Atlético de San Luis
El 11 de julio de 2019, se oficializa su traspaso al Club Atlético de San Luis, en calidad de préstamo por 1 año sin opción a compra.

## Palmarés

### Títulos nacionales
| Título                                   | Club    | País   | Año  |
| ---------------------------------------- | ------- | ------ | ---- |
| Liga de Expansión MX                     | Tapatío | México | 2023 |
| Campeón de Campeones (Liga de Expansión) | Tapatío | México | 2023 |

### Campeonatos internacionales
| Título                        | Club        | País   | Año  |
| ----------------------------- | ----------- | ------ | ---- |
| Liga Campeones de la Concacaf | Guadalajara | México | 2018 |